# Grzegorz Jędrejek
Grzegorz Jędrejek (ur. 11 lutego 1973 w Puławach, zm. 19 stycznia 2020 w Lublinie) – polski prawnik, doktor habilitowany nauk prawnych, profesor nadzwyczajny Uniwersytetu Kardynała Stefana Wyszyńskiego w Warszawie, w latach 2017–2020 sędzia Trybunału Konstytucyjnego, członek Państwowej Komisji Wyborczej (2019–2020).

## Życiorys
Syn Stanisława i Haliny. Był absolwentem I Liceum Ogólnokształcącego im. księcia Adama Czartoryskiego w Puławach. Ukończył studia w zakresie prawa (1997) i historii (1998) na Katolickim Uniwersytecie Lubelskim. W 2002 uzyskał stopień naukowy doktora. Był asystentem i adiunktem na Wydziale Prawa, Prawa Kanonicznego i Administracji Katolickiego Uniwersytetu Lubelskiego Jana Pawła II. W 2003 podjął pracę w Sądzie Najwyższym, a w 2005 na Wydziale Prawa i Administracji Uniwersytetu Kardynała Stefana Wyszyńskiego.
W 2011 na Wydziale Prawa, Prawa Kanonicznego i Administracji Katolickiego Uniwersytetu Lubelskiego Jana Pawła II na podstawie dorobku naukowego oraz rozprawy pt. Intercyzy. Pojęcie – treść – dochodzenie roszczeń uzyskał stopień doktora habilitowanego nauk prawnych w dyscyplinie prawo, specjalność: prawo cywilne. W 2012 został profesorem nadzwyczajnym Wydziału Prawa i Administracji Uniwersytetu Kardynała Stefana Wyszyńskiego. Zajmował też stanowiska wiceprzewodniczącego Komisji Dyscyplinarnej do spraw nauczycieli akademickich przy Radzie Głównej Nauki i Szkolnictwa Wyższego oraz kierownika Katedry Postępowania Cywilnego WPiA UKSW.
24 lutego 2017 z rekomendacji posłów Prawa i Sprawiedliwości został wybrany przez Sejm w skład Trybunału Konstytucyjnego. 27 lutego 2017 złożył przed prezydentem RP Andrzejem Dudą ślubowanie, obejmując urząd.
Był członkiem Rady Naukowej Instytutu Wymiaru Sprawiedliwości i zastępcą przewodniczącego tej rady. W kwietniu 2019 powołany w skład Państwowej Komisji Wyborczej, zasiadał w niej do śmierci. 23 stycznia 2020 został pochowany na cmentarzu w Garbowie.
Postanowieniem prezydenta A. Dudy z 20 stycznia 2020 został pośmiertnie odznaczony Krzyżem Kawalerskim Orderu Odrodzenia Polski.

## Publikacje
- Wykładnia przepisów prawa cywilnego (Wolters Kluwer 2019)
- Postępowanie cywilne - wprowadzone i projektowane zmiany 2019  (red.nauk., współautor, Wolters Kluwer 2019)
- Legitymacja procesowa w postępowaniu cywilnym (Wolters Kluwer 2018)
- Zasada ochrony dobra dziecka a postępowanie cywilne [w:] A. Laskowska-Hulisz (red.), J. May (red.), M. Mrówczyński (red.), Honeste Procedere. Księga jubileuszowa dedykowana Profesorowi Kazimierzowi Lubińskiemu (Wolters Kluwer 2018)
- Kodeks rodzinny i opiekuńczy. Komentarz (wyd. 2, Wolters Kluwer 2017)
- Dochodzenie roszczeń związanych z mobbingiem, dyskryminacją i molestowaniem (Wolters Kluwer 2017)
- Małżeńskie prawo majątkowe. Sądowe Komentarze Tematyczne (współautor, wyd. 4, C.H. Beck 2017)
- MERITUM Prawo rodzinne (red. nauk., współautor, wyd. 2, Wolters Kluwer 2017)
- Zwolnienie od kosztów postępowania egzekucyjnego [w:] T. Ereciński (czł.kom.red.), J. Gudowski (czł.kom.red.), M. Tomalak (red.nauk.), Ius est a iustitia appellatum. Księga jubileuszowa dedykowana Profesorowi Tadeuszowi Wiśniewskiemu (Wolters Kluwer 2017)
- Ustrój wspólności majątkowej a spółki cywilne z udziałem małżonków [w:] Z. Kuniewicz, K. Malinowska-Woźniak, Status prawny małżonków w spółkach cywilnych i handlowych (Wolters Kluwer 2016)
- Prawo spółek, red. nauk. Andrzej Kidyba (współautor, 2016)
- Odmowa odpowiedzi świadka na zadane pytanie (art. 261 § 2 k.p.c.) [w:] T. Ereciński (red.), P. Grzegorczyk (red.), K. Weitz (red.), Sine ira et studio. Księga jubileuszowa dedykowana Sędziemu Jackowi Gudowskiemu (Wolters Kluwer 2016)
- Postępowanie przed komisjami antymobbingowymi [w:] A. Tarnawacka (red.), Iura et negotia. Księga Jubileuszowa z okazji 15-lecia Wydziału Prawa i Administracji Uniwersytetu Kardynała Stefana Wyszyńskiego w Warszawie (Wolters Kluwer 2015)
- Reprezentacja Skarbu Państwa przed sądem drugiej instancji [w:] K. Flaga-Gieruszyńska (red.), G. Jędrejek (red.), Aequitas sequitur legem. Księga jubileuszowa z okazji 75. urodzin profesora Andrzeja Zielińskiego (C.H. Beck 2014)
- Legitymacja procesowa w sprawach cywilnych związanych z opublikowaniem materiału prasowego [w:] W. Lis (red.), Status prawny dziennikarza (Wolters Kluwer 2014)
- Kodeks postępowania cywilnego. Komentarz. Tom II Artykuły 367-505(37) (współautor, wyd. 2, Wolters Kluwer  2013)
- Zarząd majątkiem wspólnym małżonków (Wolters Kluwer 2012)
- Mobbing. Środki ochrony prawnej (wyd. 2, Wolters Kluwer 2011)
- Cywilnoprawna odpowiedzialność za stosowanie mobbingu (2010)
- Intercyzy. Pojęcie, treść, dochodzenie roszczeń (2010)
- Spółka cicha (2008)
- Kodeks postępowania cywilnego: edycja pierwsza (2008)
- Mobbing. Środki ochrony prawnej (2007)
- Egzekucja przez zarząd przymusowy przedsiębiorstw rodzinnych (2006)
- Zbrodnia katyńska w świetle prawa (współautor: Zdzisław Peszkowski, 2004)
- Cywilnoprawna odpowiedzialność za stosowanie mobbingu (2004)
- Spółka cywilna między małżonkami (2003)
- Przebaczyć nie znaczy zapomnieć. O znaczeniu zbrodni katyńskiej dla powstania ładu powojennego oraz czasów współczesnych (współautorzy: Tadeusz Szymański, Zdzisław Peszkowski, 2003)[11]
- Proces cywilny o ochronę dóbr osobistych z powództwa ks. Zdzisława Peszkowskiego przeciwko dziennikowi „Trybuna”, „Studia z Prawa Wyznaniowego”, Tom 6, 2003 (współautor: Tadeusz Szymański)
- Działalność gospodarcza małżonków (współautor: Piotr Pogonowski, Lexis Nexis 2002)
- Salus Rei Publicae Suprema Lex : wspomnienia - artykuły - wywiady prasowe (współautor: Tadeusz Szymański, Sandomierz 2002)
- Prawna ochrona uczuć religijnych w Polsce. (Próba oceny dotychczasowych rozwiązań, czyli o rozdźwięku pomiędzy literą prawa a jego aplikacją), „Studia z Prawa Wyznaniowego”, Tom V, 2002 (współautor: Tadeusz Szymański)
- Separacja w projekcie Prawa małżeńskiego  z 1929 roku, „Studia z Prawa Wyznaniowego”, Tom II, 2001